# Freddy Schauwecker
 (octobre 2014).
Freddy Schauwecker (né en 1943) est un musicien de jazz allemand (trombone, leader de groupe), publicitaire et auteur.

## Biographie
Freddy Schauwecker est issu d’une famille de musiciens et se passionne pour le jazz Nouvelle-Orléans dès son plus jeune âge. À la fin des années 1950 il apprend à jouer au trombone, ses modèles étant Kid Ory et Chris Barber. À la fin de sa scolarité il entreprend des études de communication. Après son service militaire dans la Bundeswehr, armée nationale allemande, il travaille à Düsseldorf comme Directeur de la communication au sein d’une grande entreprise pharmaceutique anglaise. Il s’ensuit un poste en tant que chef de marketing du service communication d’une entreprise américaine mondialement active dans le domaine du génie chimique.
Dès 1962, il travaille comme musicien amateur. Il joue souvent aux côtés d’Udo Lindenberg, chanteur de rock allemand, qui habite d’ailleurs quelque temps chez lui. En 1968 il monte son groupe The Jolly Jazz Orchestra, orienté vers le dixieland et le swing, qui existe toujours[Quand ?]. C’est avec ce groupe que Freddy Schauwecker se produit à la Nouvelle-Orléans en 1993. S’ensuivent des concerts aux Açores, aux Îles Canaries et en Chine.
Après un single diffusé en 1975, le groupe sort treize albums et dvd.
Au cours des dernières années Schauwecker est en contact avec des musiciens et des témoins d’époque du jazz traditionnel et réunit des informations qu’il présente dans la presse spécialisée et dans son livre So war’s wirklich (C’est comme ça que ça c’est vraiment passé) , publié en 2013.

## Œuvres

### Livres
- So war’s wirklich (C’est comme ça que ça c’est vraiment passé), 2013

### Albums
avec le Jolly Jazz Orchestra
- Salty Dog, Single, 1975
- ...mit Lous Dassen und Marek Mann, LP/CD, 1986
- ...Happy Birthday, liebe Jollies, LP/CD, 1989
- 25...und kein bißchen leise, CD, 1993
- Die Welt lacht und tanzt..., CD, 1994
- Die Düsseldorfer Lieder, CD, 1995
- A Tribute to New Orleans, CD, 1995
- Jazz im Knast-Ulmenstreet, CD, 1997
- All the Best, CD, 1999
- Unglaublich, CD, 2001
- ...einmalig, VHS-Video et CD, 2003
- ...überall, CD, 2005
- ...LIVE ON AIR, CD, 2007